# 미쓰비시 이클립스
미쓰비시 이클립스(Mitsubishi Eclipse)는 미쓰비시 자동차 공업이 1989년에 출시한 스포츠 쿠페 및 컨버터블이다.

### 1세대 (D21A/D22A/D27A, 1989~1994)

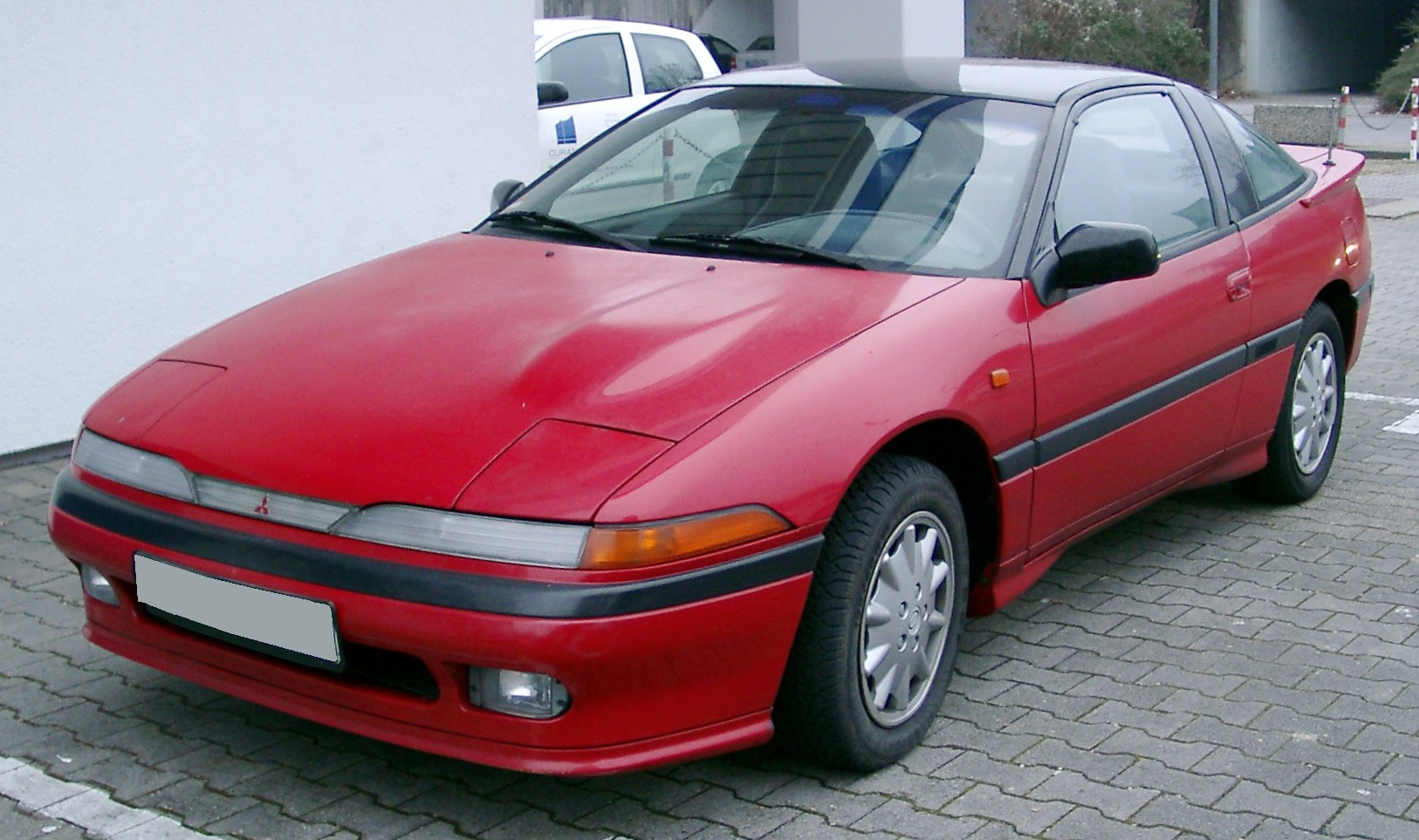
미쓰비시 이클립스(쿠페전기형) 정측면

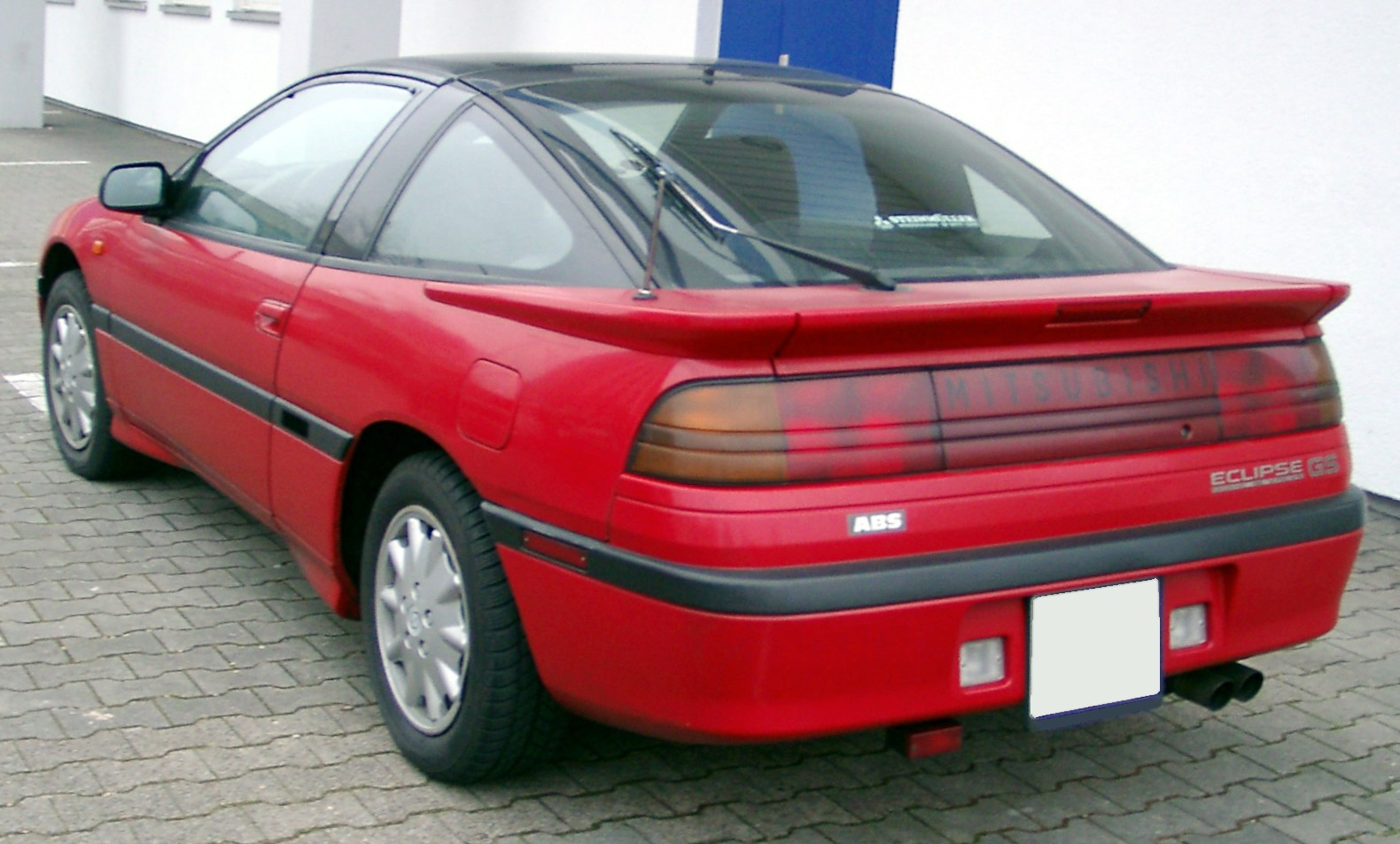
미쓰비시 이클립스(쿠페전기형) 후측면

1989년에 미국에서 먼저 출시되었으며, 일본에서는 다음 해인 1990년 2월에 본격적으로 판매를 시작했다. 1.8L SOHC 엔진(92마력), 2.0L DOHC 엔진(135마력), 2.0L DOHC 터보 엔진(180마력 및 195마력) 등 3가지 엔진 라인업을 자랑한다. 특히 2.0L DOHC 엔진의 형식 네이밍이 4G63으로, 훗날 현대자동차의 쏘나타(Y3)에도 얹게 되는 시리우스 엔진이다. 랜서 에볼루션에도 장착되며, 대한민국에서는 현대자동차와 엔진 부품이 꽤나 호환되는 엔진으로 꼽힌다. 이 엔진 라인업에 5단 수동변속기와 4단 자동변속기를 조합한다. 미국 시장에서는 압도적인 성능으로 큰 인기를 얻었다. 1992년에 부분 변경을 거쳐 리트렉터블 헤드 램프에서 고정식 헤드 램프로 바뀌게 된다.

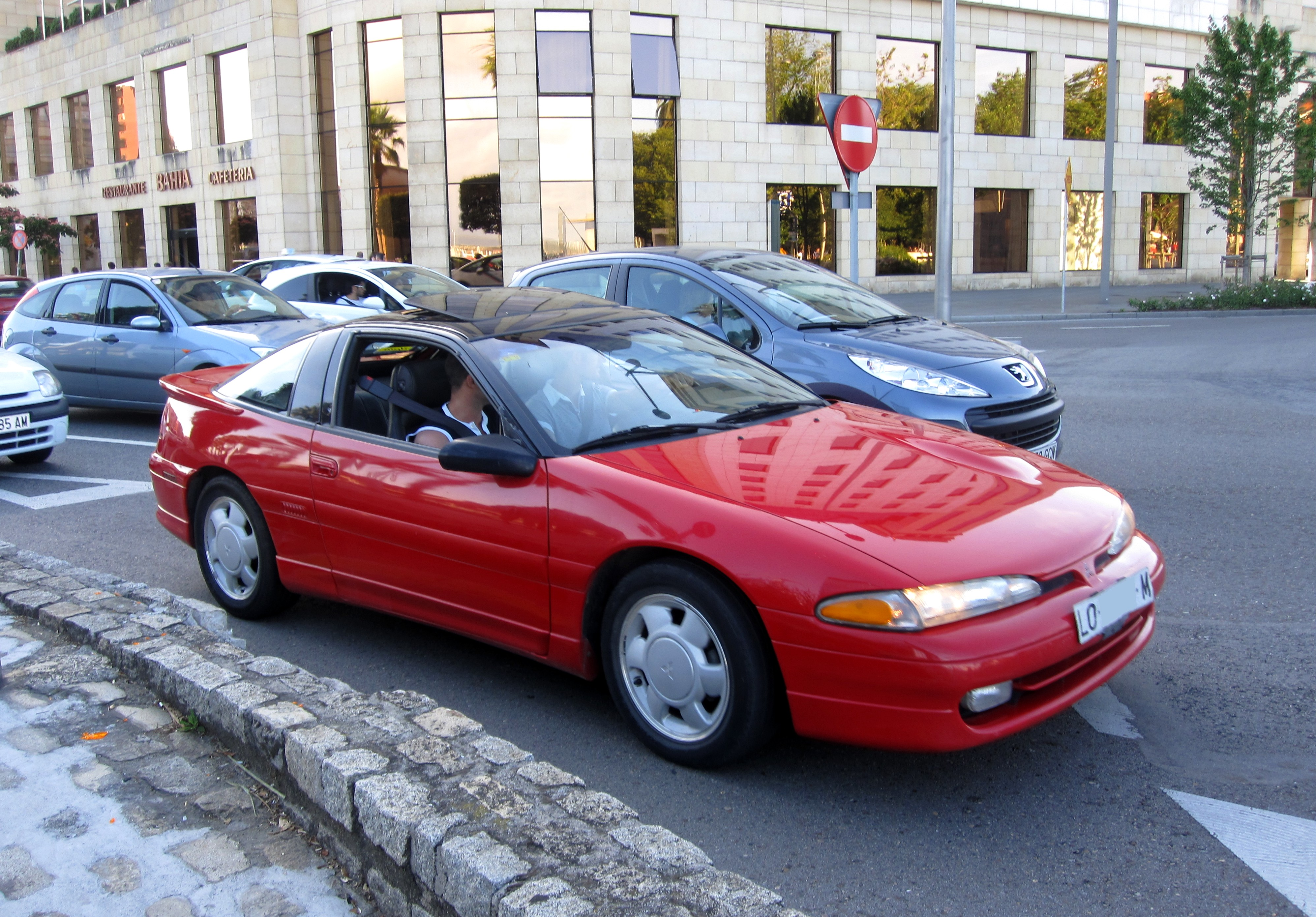
미쓰비시 이클립스(쿠페후기형) 정측면
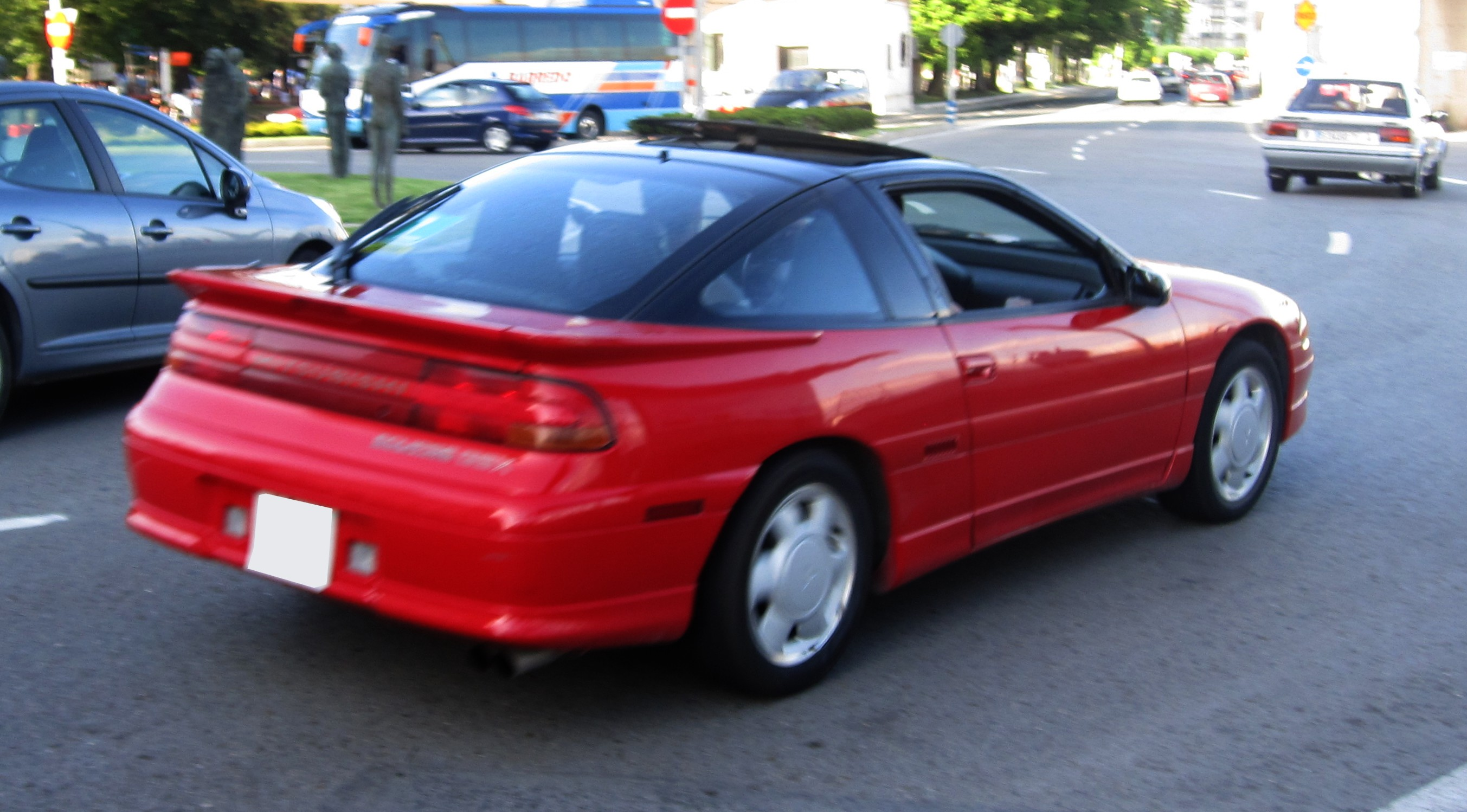
미쓰비시 이클립스(쿠페후기형) 후측면

### 2세대 (D31A/D32A/D33A/D38A/D39A, 1994~1999)

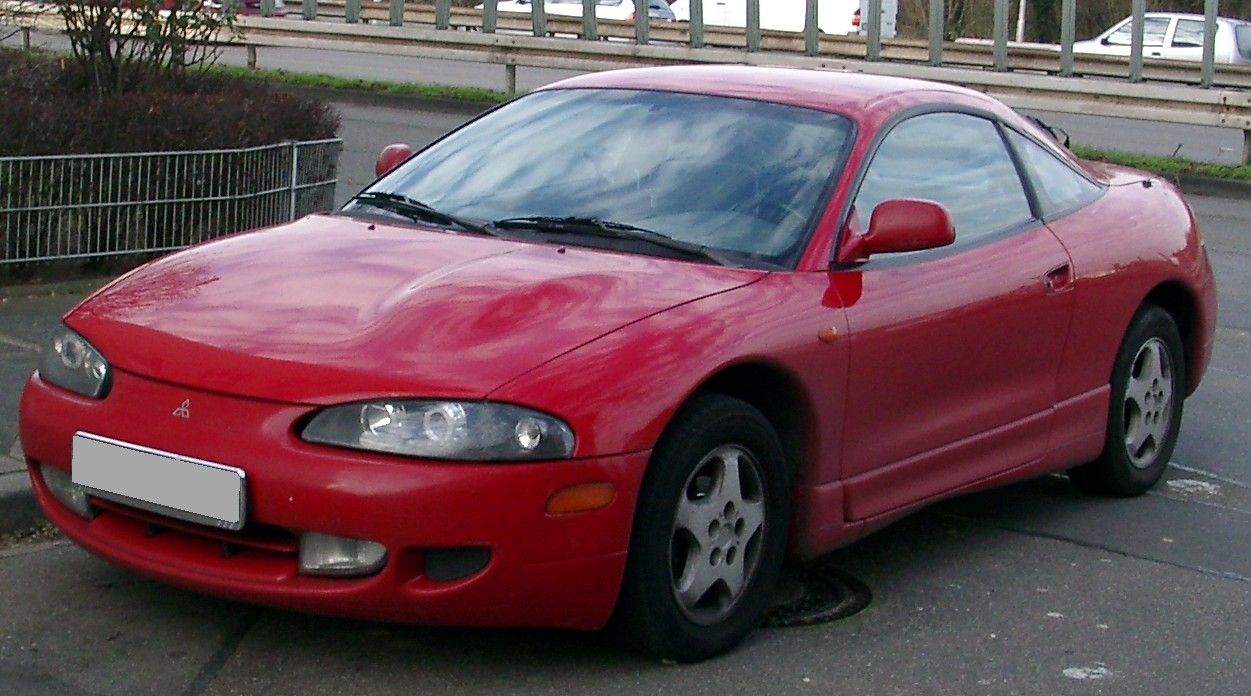
미쓰비시 이클립스(쿠페 전기형) 정측면

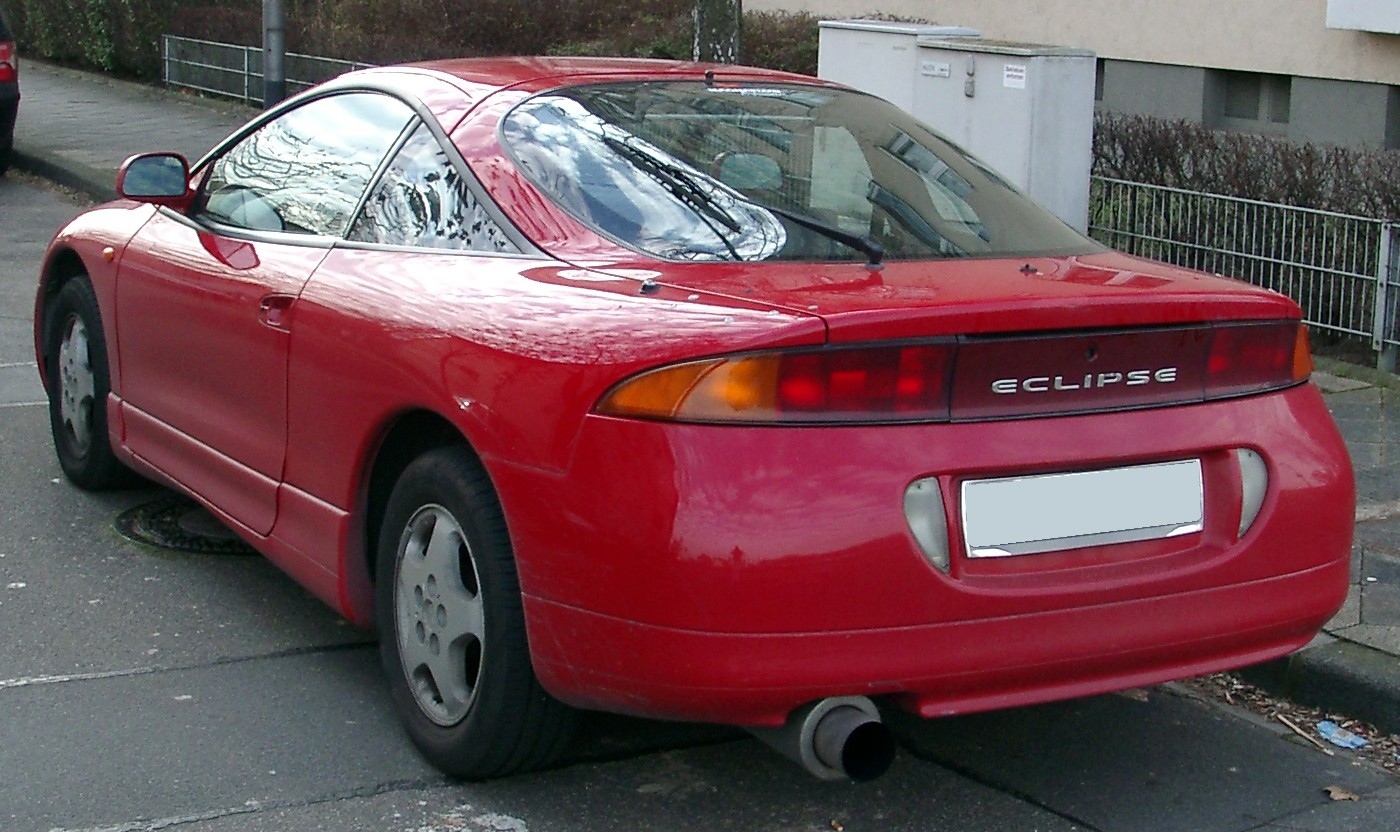
미쓰비시 이클립스(쿠페 전기형) 후측면

1994년에 출시되었으며, 일본에는 다음 해인 1995년 6월에 출시되었다. 1세대에 있던 4륜구동이 삭제되었고, 곡선 위주의 디자인으로 바뀌었다. 비슷한 시기에 개발된 갤랑과는 기본 구성 및 섀시가 동일하며, 부품 호환성이 꽤나 높은 편이다. 1.8L SOHC 엔진이 삭제되어 2.0L DOHC(230마력) 엔진만 남았고, 5단 수동변속기와 4단 자동변속기를 맞물렸다. 1990년대의 현대자동차들과 부품 호환이 꽤 되는 편이기 때문에 대한민국에서는 매니아들 사이에서 인기를 얻었다. 여기에 1995년 6월에 스쿠프가 단종되어 대한민국산 스포츠 쿠페가 전무했던 상황이었으며, 1996년 4월에 티뷰론이 출시되기 이전까지 대체 차종으로서 매니아들 사이에서 인기를 누렸다. 1996년에는 컨버터블인 스파이더가 추가되었으며, 2000년까지 생산되었다.

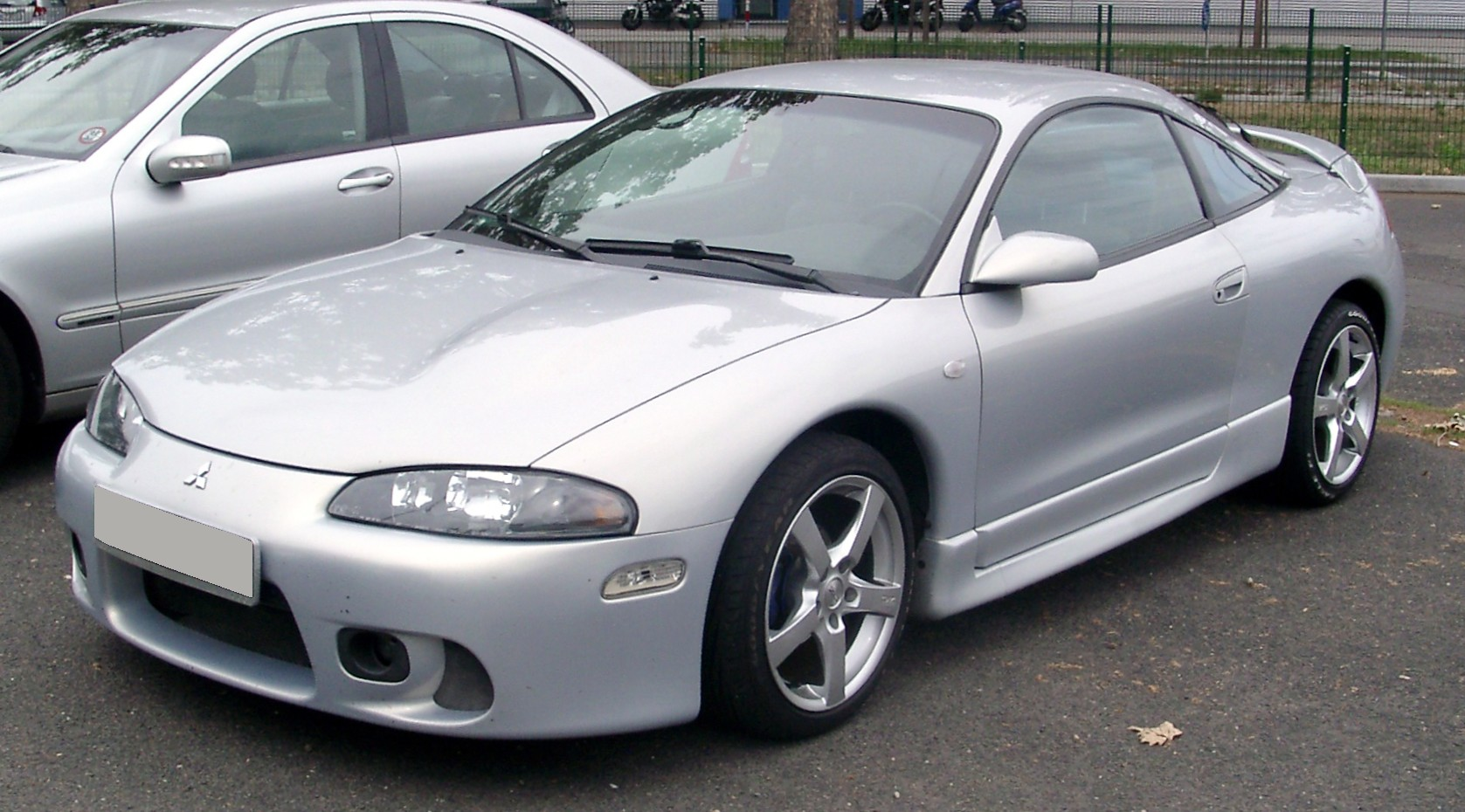
미쓰비시 이클립스(쿠페 후기형) 정측면
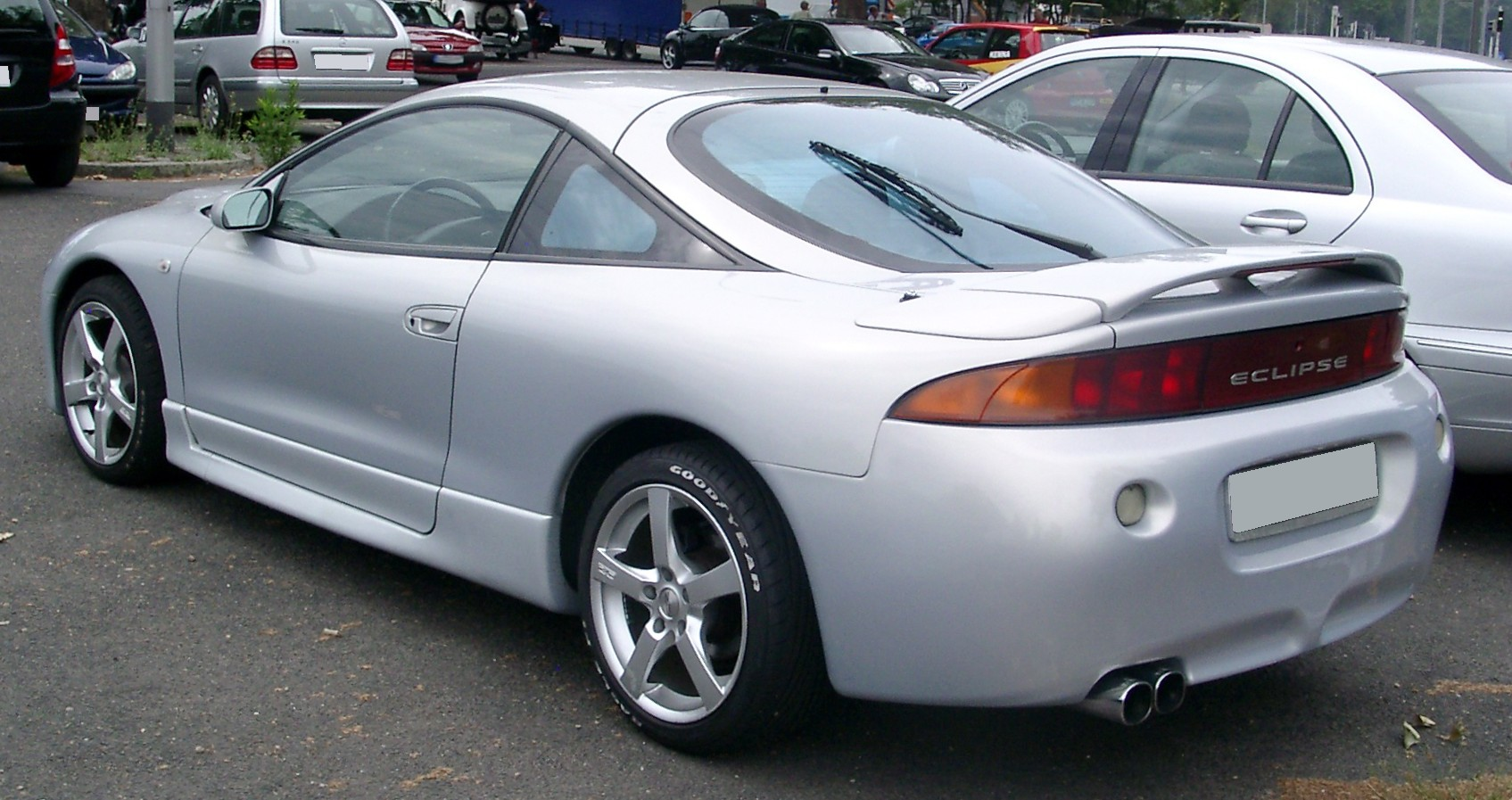
미쓰비시 이클립스(쿠페 후기형) 후측면

### 3세대 (D52A/D53A, 1999~2005)

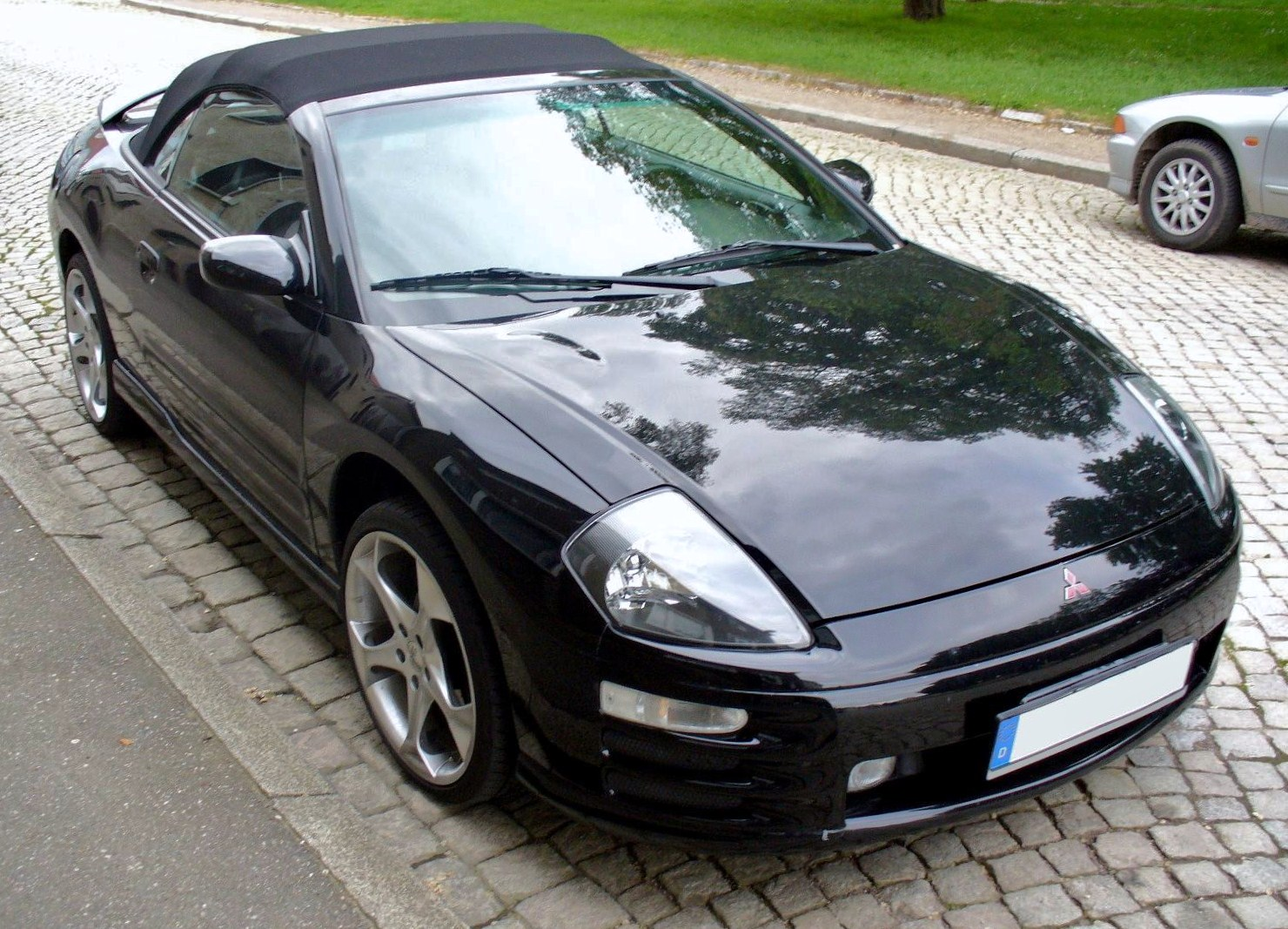
미쓰비시 이클립스(컨버터블 전기형) 정측면

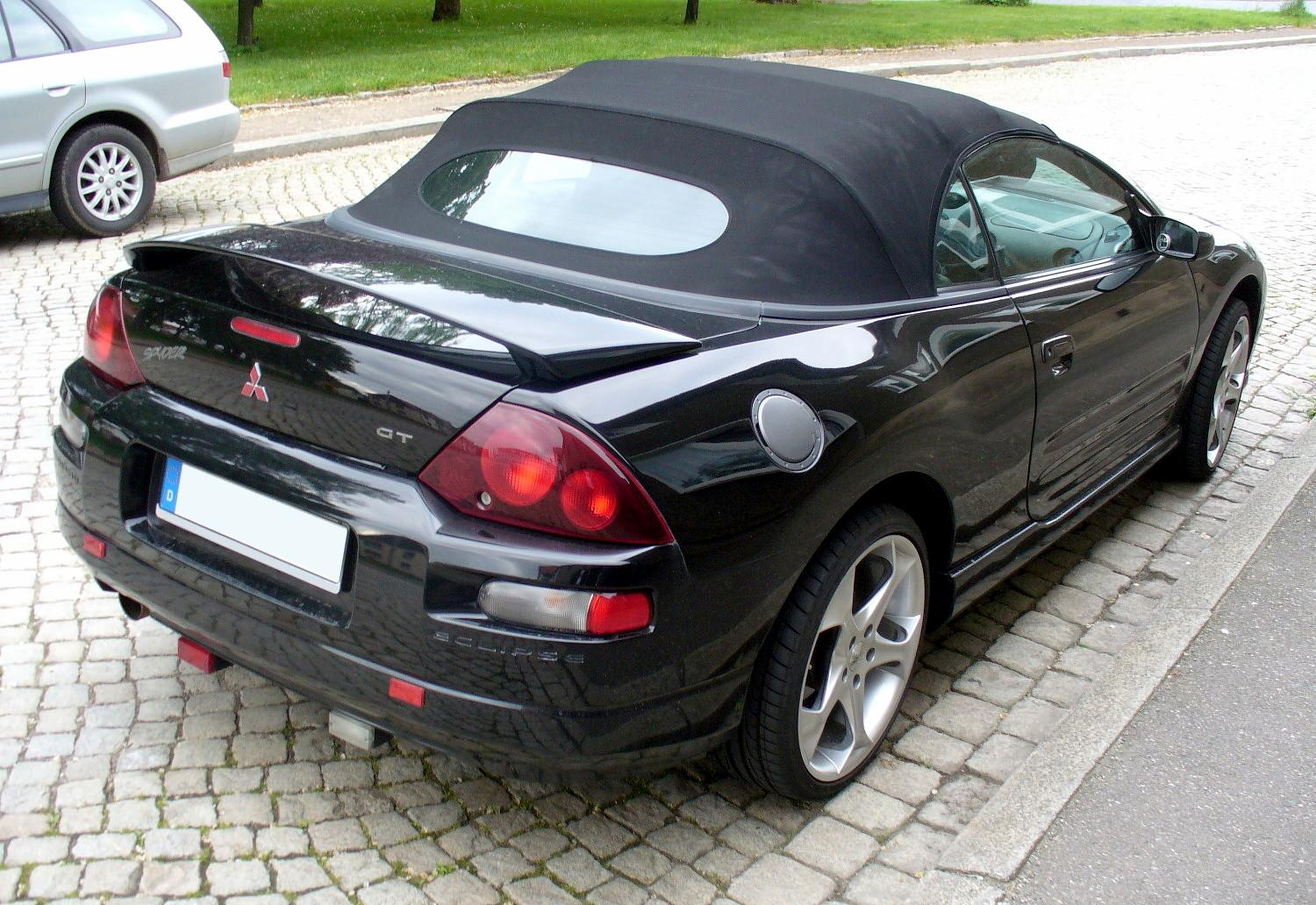
미쓰비시 이클립스(컨버터블 전기형) 후측면

1999년 7월에 출시되었으며, 갤랑의 플랫폼을 사용하였다. 2.0L DOHC 엔진이 삭제되었고, 대신에 V6 3.0L SOHC 엔진(213마력), 2.4L SOHC 엔진(150마력) 등 2가지 엔진을 장착하였다. 여기에 5단 수동변속기와 4단 자동변속기를 맞물렸다. 고급스러움을 지향하였고, 고성능 승용차의 이미지에서 얌전한 쿠페의 이미지로 바뀌었다. 쿠페는 2005년까지 판매되었고, 컨버터블(스파이더)은 2006년 3월까지 판매되었다.

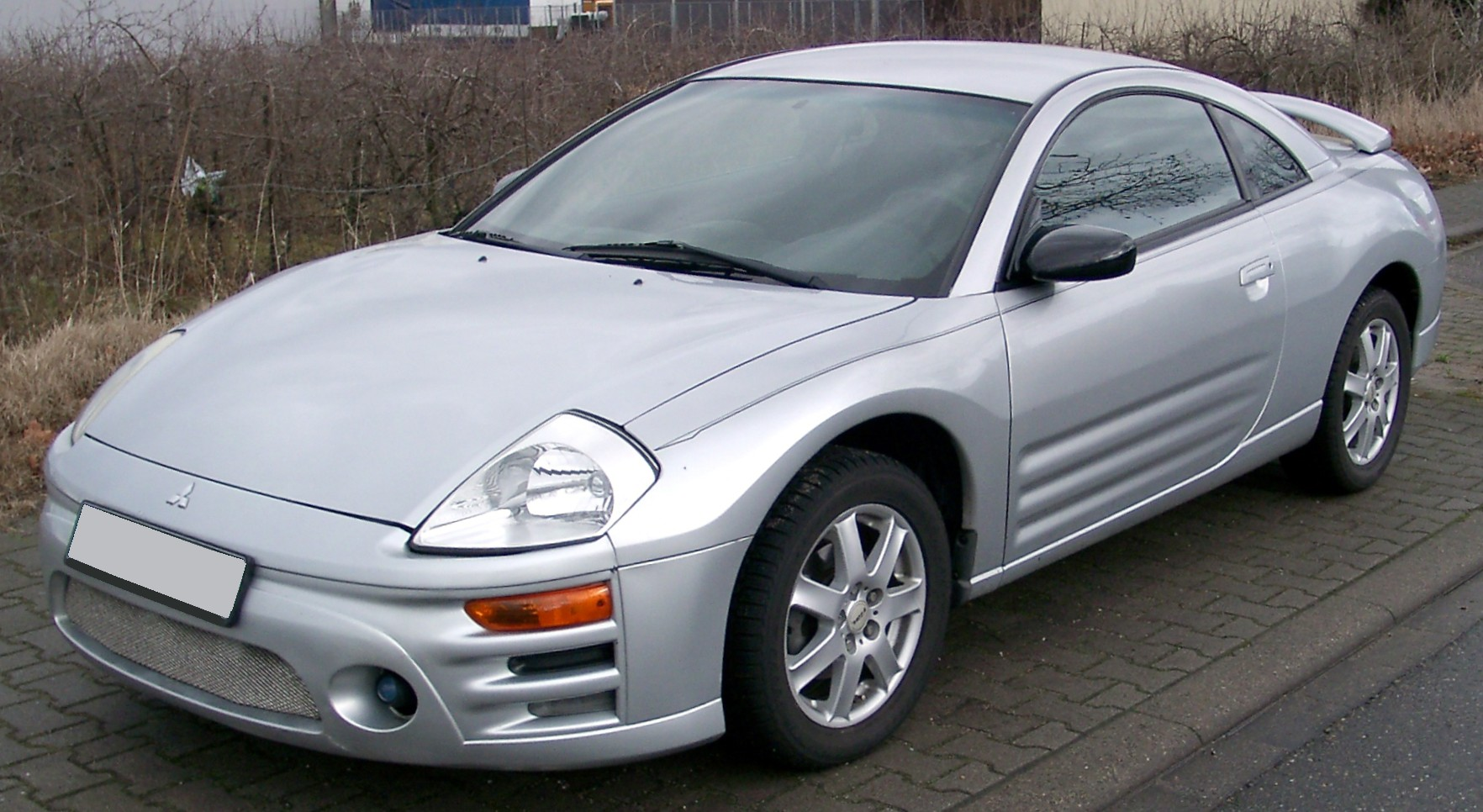
미쓰비시 이클립스(쿠페 후기형) 정측면
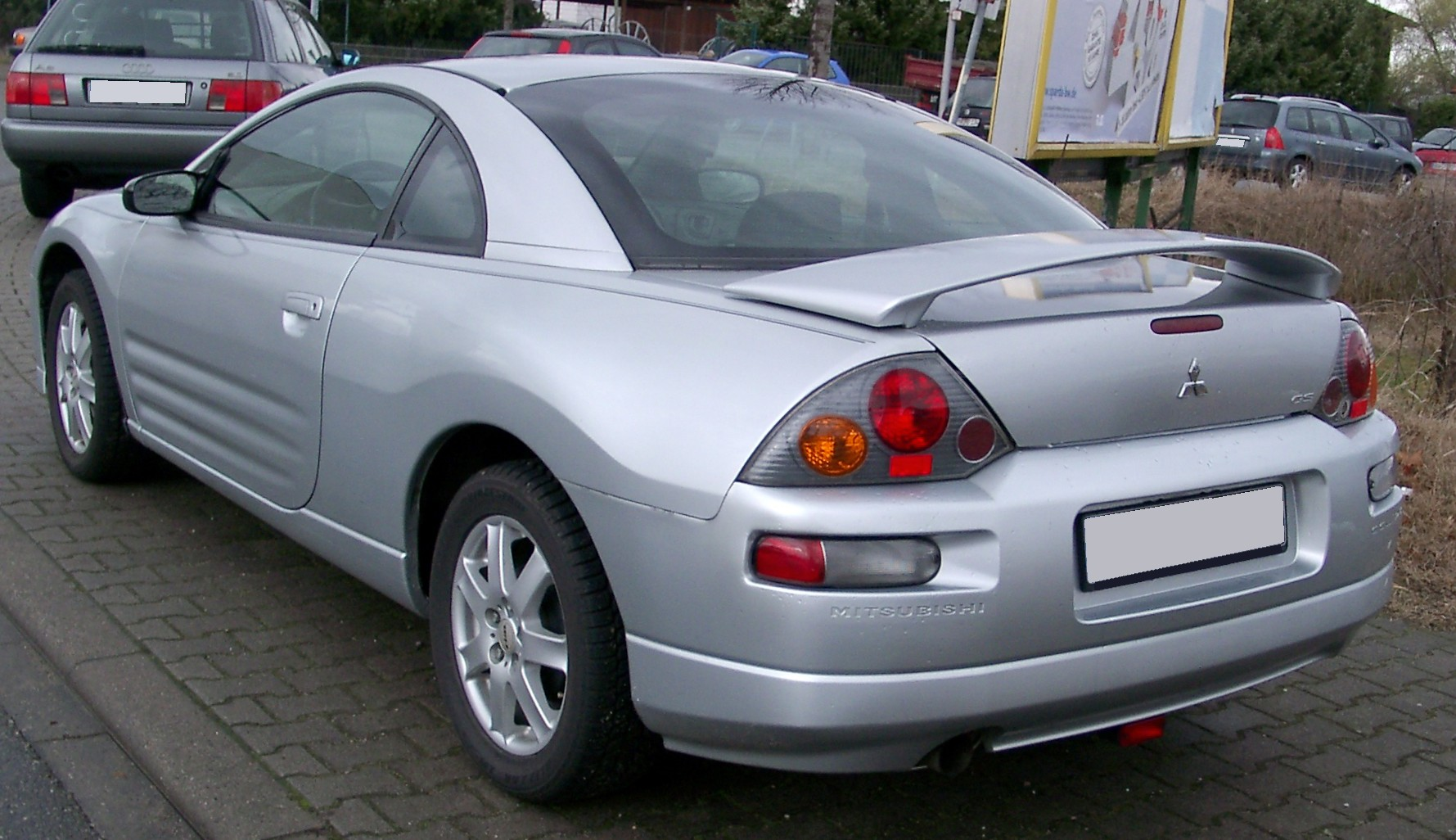
미쓰비시 이클립스(쿠페 후기형) 후측면

### 4세대 (DK2A/DK4A, 2005~2011)

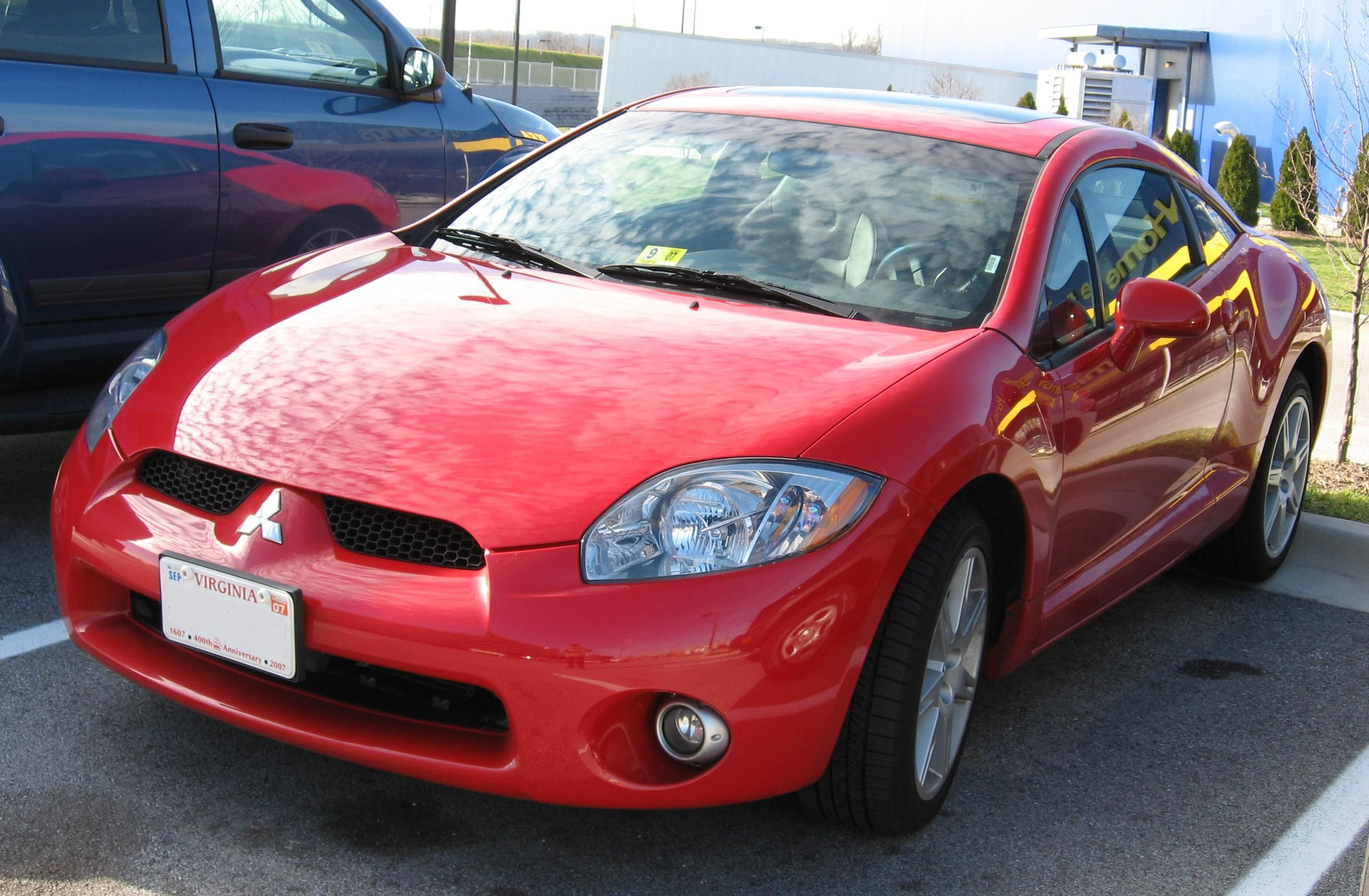
미쓰비시 이클립스 쿠페 정측면

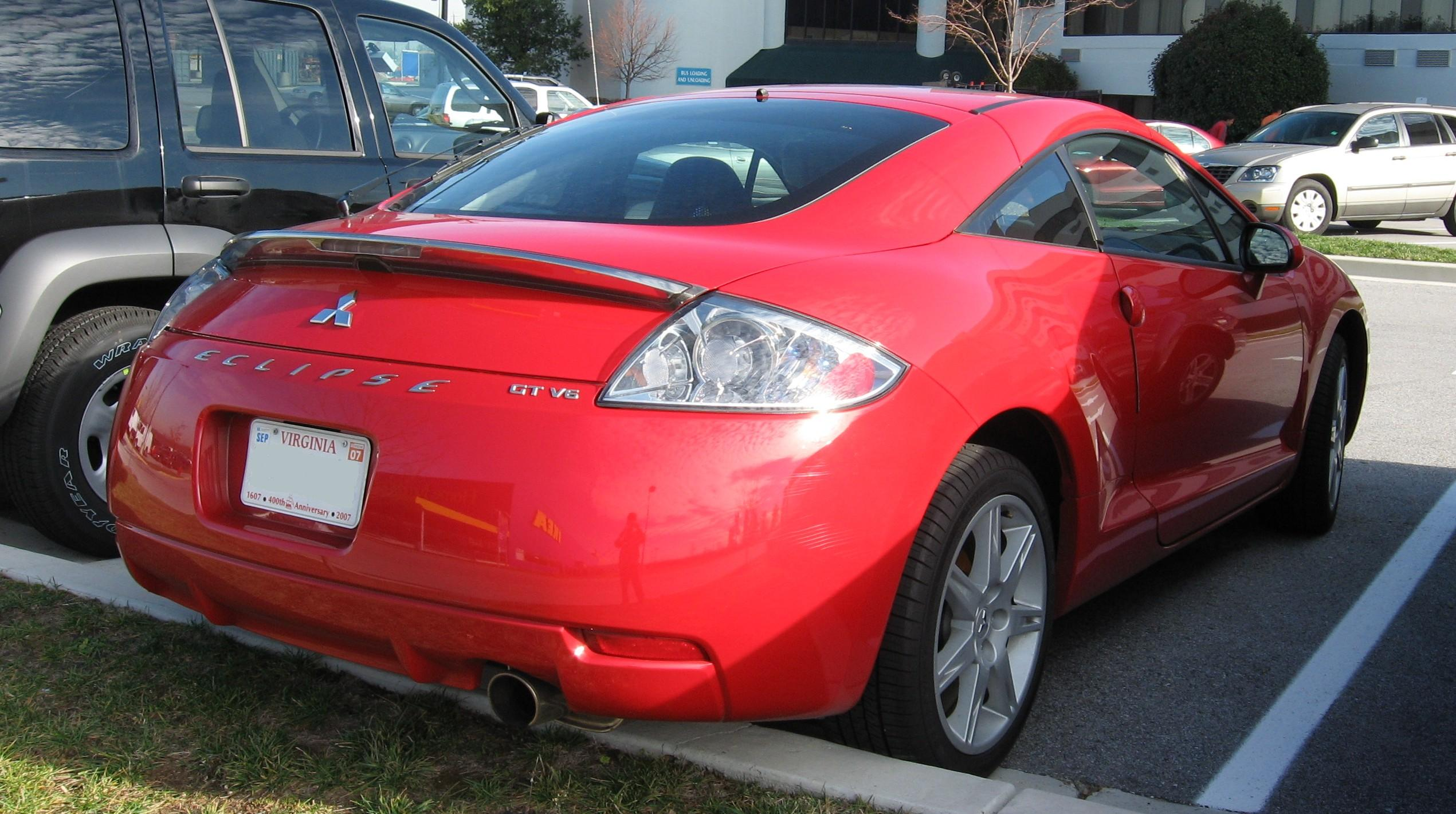
미쓰비시 이클립스 쿠페 후측면

2005년에 개최된 디트로이트 모터쇼를 통해 프로토 타입을 선보였고, 같은 해 5월에 양산형 쿠페가 출시되어 1주일 만에 1만 대가 계약되었다. V6 3.8L SOHC 엔진(260마력), 2.4L SOHC 엔진(165마력) 등 2가지 엔진에 4단 자동변속기와 5단 자동변속기, 5단 수동변속기와 6단 수동변속기를 맞물렸다. 2만 달러 대의 가격으로 포드 머스탱과 함께 절정의 인기를 누린 세대이기도 하다. 컨버터블(스파이더)은 2006년 4월에 공식 출시되었다. 대한민국에는 2008년 10월에 MMSK를 통해 정식 수입되었으며, 2.4L SOHC 엔진에 5단 자동변속기를 맞물렸다. 2011년 1월에 미쓰비시 자동차 공업에서 중기 경영 계획을 발표하면서, 2014년까지 북미 차종들을 정리한다고 밝혔다. 이에 따라 2012년 12월에 후속 차종 없이 단종되었다. 차량의 명칭은 단종된 지 5년 후인 2017년에 출시된 준중형 쿠페형 SUV인 이클립스 크로스로 계승되었다.